# Cherry Falls
Cherry Falls (bra: Medo em Cherry Falls) é um filme slasher estadunidense de 2000 dirigido por Geoffrey Wright e estrelado por Brittany Murphy, Jay Mohr e Michael Biehn. A trama se concentra em uma pequena cidade da Virgínia, onde um assassino em série tem como alvo adolescentes virgens. Depois de ser submetido e rejeitado pela MPAA inúmeras vezes, o filme nunca foi escolhido para distribuição nos cinemas e foi comprado pela USA Films, que o transmitiu como telefilme no outono de 2000.

## Sinopse
Na floresta perto de Cherry Falls, Virginia, um casal de adolescentes Rod Harper (Jesse Bradford) e Stacy Twelfmann (Bre Blair) estão namorando em um carro quando uma mulher de cabelos negros aparece e mata os dois. Enquanto isso, na cidade, a adolescente Jody Marken (Brittany Murphy), filha do xerife local, está com seu namorado, Kenny (Gabriel Mann), que acha que é hora de "ver outras pessoas". Jody volta para casa para encontrar seu pai, Brent (Michael Biehn), chateada por ela ter passado do toque de recolher. Brent e seus ajudantes começam a investigar os assassinatos no dia seguinte. Eles vêem que o assassino gravou a palavra "virgem" em ambas as vítimas. Na escola, Brent encontra o professor de inglês Sr. Leonard Marliston (Jay Mohr), que o incentiva a divulgar mais detalhes do assassinato aos alunos e à cidade, a fim de eliminar a possibilidade de segredos.
Annette Duwald, também virgem, está sozinha em casa quando é morta da mesma maneira que os outros dois adolescentes. Preocupado com a segurança da cidade, Brent realiza uma reunião no colégio para contar aos pais a natureza dos crimes. Nenhum aluno é convidado, mas Jody e seu amigo Timmy, que ficou depois da escola, testemunham a reunião. Timmy pede o celular de Jody emprestado e vai até a escada para fazer uma ligação. Jody desce as escadas para encontrá-lo e descobre seu cadáver em um vestiário. Ela é confrontada pelo assassino que a ataca, mas ela consegue escapar. Na delegacia, Jody descreve o assassino para um policial, que desenha um retrato falado. Brent confidencia a um velho amigo, Tom Sisler, (o atual diretor do ensino médio) que o suspeito se parece com "Lora Lee Sherman". Os dois estão visivelmente nervosos,
De volta à escola, Jody e Kenny se reconciliam. Mais tarde, Jody aprende com sua mãe sobre a história de Lora Lee. Vinte e sete anos antes, Lora Lee era uma solitária no ensino médio. Ela alegou que quatro garotos populares da escola, incluindo Brent e o diretor do colégio, a estupraram uma noite. Seus gritos caíram em ouvidos surdos e ela deixou a cidade para a periferia rural, de onde raramente era vista ou ouvida novamente. Depois de Jody descobrir a verdade, decepcionada com a hipocrisia de seus pais, ela visita Kenny em sua casa. Eles conversam e Jody, chateada com os pais, tenta fazer sexo com Kenny. Ele se recusa, fazendo-a ficar chateada e ir embora.
Depois de ouvir a notícia de que o assassino estava atacando virgens, os estudantes do ensino médio da cidade se reúnem em uma cabana de caça abandonada para entrar em uma orgia em massa. Brent vai à escola para encontrar Sisler, apenas para encontrar o diretor morto em seu escritório com as palavras "virgem, não" gravadas em sua testa. Antes que Brent pudesse reagir, ele é nocauteado pelo assassino. Jody, que se recusou a comparecer à orgia com Kenny, está andando de bicicleta quando passa pela casa do Sr. Marliston e o vê arrastando um baú pesado para dentro. Ela o ajuda a colocá-lo na casa, e ele casualmente menciona que o pai dela está dentro. Ela abre e encontra seu pai, espancado e ensanguentado, antes que ela fique inconsciente. Na orgia, Kenny está prestes a fazer sexo com uma garota quando muda de ideia e sai para encontrar Jody. Dirigindo, ele fica intrigado ao ver a bicicleta dela do lado de fora da casa de Marliston.
Em seu porão, Marliston coloca uma peruca e maquiagem para "se tornar" Lora Lee Sherman. Marliston revela que é filho ilegítimo de Lora Lee Sherman e pede a Brent para recontar a história do que aconteceu naquela noite, 25 anos antes. Brent revela que os quatro meninos, incluindo ele mesmo, realmente estupraram Lora Lee. Marliston diz que sua mãe se tornou uma "psicopata" abusiva após o estupro e que um dos estupradores é seu pai; há uma implicação de que Brent é na verdade o pai biológico de Marliston. Ao mirar em virgens, Marliston roubaria todos os pais ricos de seus "preciosos filhos virginais".
Kenny entra na casa e liberta Jody enquanto Brent luta com Marliston, que consegue matá-lo brutalmente. Jody e Kenny fogem para a orgia com Marliston em uma perseguição furiosa, matando um oficial no caminho. Ele irrompe por dentro empunhando um machado e o pânico em massa explode. Depois de esfaquear os alunos em pânico e tentar escapar, Marliston luta tanto com Jody quanto com Kenny, com Kenny sendo gravemente ferido durante o combate. Eventualmente, Marliston é empurrado de uma varanda por Jody e empalado em postes de cerca. No início ele parece estar morto, antes de reviver brevemente apenas para ser prontamente morto a tiros pela investigadora da polícia Mina, que descarrega duas pistolas nele. No dia seguinte, Jody esconde os motivos das mortes da polícia e ela e sua mãe fogem da delegacia. Ao saírem da cidade, Jody vê alguém parecido com Lora Lee Sherman desaparecer atrás de um ônibus escolar em movimento.

## Elenco
- Brittany Murphy como Jody Marken
- Jay Mohr como Leonard Marliston
- Gabriel Mann como Kenny Ascott
- Michael Biehn como xerife Brent Marken
- Jesse Bradford como Rod Harper
- DJ Qualls como Wally
- Kristen Miller como Cindy
- Candy Clark como Marge Marken
- Amanda Anka como investigadora da polícia Mina
- Joe Inscoe como diretor Tom Sisler
- Natalie Ramsey como Sandy
- Douglas Spain como Mark
- Bre Blair como Stacy Twelfmann
- Michael Weston como Ben
- Keram Malicki-Sanchez como Timmy
- Vicki Davis como Heather
- Rick Forrester como agente Beau
- Clementine Ford como Annette Duwald
- Colin Fickes como Dino
- Zachary Knighton como Mr. Rolly

## Produção
Em outubro de 1998, a Variety anunciou Geoffrey Wright como diretor. Wright prometeu um roteiro inteligente e cheio de ironia. Em 1999, os cineastas começaram a procurar locações na Virgínia, usando a praça da cidade em Warrenton; a escola secundária usada no filme foi a Thomas Jefferson High School, localizada em Richmond.
O set do filme foi descrito como "tenso" pelo escritor Ken Selden, devido ao atraso no cronograma de produção de trinta dias, o que levou a problemas de orçamento da October Films. O diretor Geoffrey Wright manteve o roteiro original de Selden relativamente inalterado, mas reescreveu a "cena de orgia" final do filme, que foi originalmente concebida por Selden como apresentando os adolescentes tendo uma festa de sexo em massa sob um lençol branco gigante. Wright optou por filmar a cena com o elenco nu, o que resultou em grande parte da cena sendo cortada para evitar uma classificação X.

## Lançamento
Cherry Falls foi comprada no mercado de filmes de Cannes em 1999 e vendida para distribuição em todos os territórios internacionais do mundo. O filme teve um lançamento experimental programado para novembro de 2000. No entanto, o filme foi perturbado pela reprovação da censura nos Estados Unidos, e o relacionamento dos distribuidores com a USA Films levou a empresa a tomar a decisão de lançá-lo como um filme para televisão nos Estados Unidos, distribuído na USA Network. Como resultado, ele se tornou (e continua sendo) o filme para televisão mais caro já feito, com um orçamento de produção de US$14 milhões. Cherry Falls foi lançado nos Estados Unidos em 20 de outubro de 2000.
O filme, no entanto, teve exibições nos cinema de sucesso no Reino Unido e em toda a Europa. Foi lançado no Reino Unido em 25 de agosto de 2000.

## Recepção
O Rotten Tomatoes, um agregador de resenhas, relata que 53% dos 15 críticos pesquisados deram uma resenha positiva. Doug Brod da Entertainment Weekly avaliou-o como A- e escreveu que "pode ser o thriller adolescente mais espirituoso e subversivo desde Heathers". AllMovie deu-lhe uma crítica favorável, escrevendo, "De todos os filmes de terror adolescente que estreou após a série de grande sucesso Scream (Urban Legend, etc.), Cherry Falls provavelmente será considerado um dos mais criativos, mas infelizmente os invisíveis no grupo".
Derek Elley, da Variety, chamou o filme de "uma versão semi-bem-sucedida de material familiar que poderia construir um status cult menor". Nathan Rabin, do The A.V. Club, escreveu: "Inteligente às vezes, mas não o suficiente, e salpicado de boas ideias que realmente não sabe como explorar, Cherry Falls é bom o suficiente para fazer você desejar que estivesse longe, muito melhor". Chris Parcellin do Film Threat avaliou-o com 3/5 estrelas e escreveu: "Ele aspira ser outro Heathers ou Rivers Edge, mas não consegue". Total Film avaliou com 3/5 estrelas e escreveu: "Se você ainda não está farto do gênero do terror adolescente, pode dar uma olhada nisso".
Matt Serafini, do Dread Central, classificou Cherry Falls em sétimo lugar em uma lista dos dez melhores filmes de terror do ensino médio de 1996 até o presente.

### Prêmios
Wright ganhou o prêmio de Melhor Diretor no Festival de Cinema de Sitges.

## Mídia doméstica
O filme foi lançado em VHS pela USA Home Entertainment, bem como em DVD em  junto com Terror Tract (2000). Este DVD permaneceu fora de catálogo desde o início dos anos 2000. Em 10 de outubro de 2015, a Scream Factory anunciou que lançaria o filme em Blu-ray na primavera de 2016. Em seu depoimento, foi revelado que eles tentaram licenciar a versão sem cortes do filme, mas não conseguiram obtê-la por meio da USA Films. O diretor do filme Geoffrey Wright também afirmou que não possuía a verão original do filme e, portanto, não foi capaz de fornecê-lo para o lançamento, então eles estarão lançando a versão original como visto na transmissão original do filme na televisão.